# Interstate 57
Interstate 57 (afgekort I-57) is een Interstate Highway in de Verenigde Staten. De snelweg begint bij Miner (Missouri) en eindigt in Chicago (Illinois). 

## Lengte
| Staat    | km  | mijl |  |
|          |     |      |  |
| Missouri | 37  | 23   |  |
| Illinois | 576 | 358  |  |
|          |     |      |  |
| Totaal   | 613 | 381  |  |